# Império Russo nos Jogos Olímpicos de Verão de 1912
O Império Russo nos Jogos Olímpicos de Verão de 1912, em Estocolmo, na Suécia, competiu e conquistou um total de cinco medalhas, sendo duas de prata e três de bronze.
Esta foi a terceira participação do Império Russo em Jogos Olímpicos, as outras duas foram em 1900 e 1908. Após a revolução que culminou com o surgimento da União Soviética em 1922, a equipe só viria a retornar a uma edição olímpica nos Jogos Olímpicos de Inverno de 1994.

## Medalhistas

### Prata
- Amos Kash;
Nikolai Melnitsky;
Pavel Voyloshnikov; e
Grigori Panteleimonov — Tiro.
- Martin Klein — Lutas.

### Bronze
- Mart Kuusik — Remo.
- Esper Beloselsky;
Ernst Brasche;
Nikolay Pushnitsky;
Aleksandr Rodionov;
Joseph Heinrich von Schomacker;
Philipp Strauch; e
Karl Lindholm — Vela.
- Harry Blau — Tiro.